# 技能講習による資格一覧
技能講習による資格一覧（ぎのうこうしゅうによるしかくいちらん）は、日本の労働現場において、危険有害な作業を行うにあたって、一定の技能講習を受講したものを従事させるために、就業を制限したものの一覧である。また、就業を制限されたものに就くために受けるべき講習の一覧でもある。技能講習は特別教育と違い、国家資格である。

## 概要
事業者は、一定の危険・有害業務に労働者を就かせる場合に、免許、技能講習又は特別教育を受けたものを就業させる必要があり、その業務の範囲・種別は労働安全衛生法などで規定されている。技能講習は、免許よりは権限が限定され、特別教育よりは高度な業務を行えるため、それらの中間に位置するものとされている。技能講習（及び免許）による就業制限は、特別教育とは異なり、事業主自身が一定の危険・有害業務に就く場合にも適用される。
技能講習は、2006年4月現在37種類あり、都道府県労働局長登録教習機関により学科と実技（学科のみの場合もある）の講習が行われ、修了試験により一定の講習効果があったことが確認されると修了証が交付される。内容の類似する免許や技能講習を既に修得している場合に講習の一部が免除されることがあり、所要日数は1～4日程度とさまざまである。誰でも受講できるものと、一定の資格を要するものとがあり、また、地域の人口や業務需要の多寡により講習の実施頻度は異なる。
以前は労働安全衛生規則（昭和47年労働省令第32号。以下「安衛則」。）別表第6と個別の規則等（省令）で直接規定するものと分かれていたが、公益法人に係る改革を推進するための厚生労働省関係法律の整備に関する法律（平成15年法律第102号）により、労働安全衛生法別表第18で直接名称が、同法別表第20で講師の資格が定められることとなった。また、講習科目の直接の定めと受講資格の定めについてはなお従前の条項が分担する状況となっているが、講師の資格に制限のない講習科目を定めることの困難さ、法で記載された科目を委任命令で免除することの困難さから、当該別表第20により間接的に講習科目のほぼ全部が掲出されている。例外は鋼橋架設等作業主任者技能講習の法別表第20の科目が安衛則別表第6で二分されているもののみである。
技能講習を修了した事実は記録として技能講習修了証明書　発行事務局に一元管理され、その効果は（講習費用が会社負担か個人負担かにかかわらず）修了した個人のものとなる。修了証は作業中は原本を携帯する義務があるが、複数の技能講習修了証を持っている場合に煩雑となるため、それらの所有実績を一つにまとめて証明することができる「労働安全衛生法による技能講習修了証明書」（通称・まとまるくんカード）が平成16年基発第0217003号都道府県労働局長あて厚生労働省労働基準局長通知により定められており、原則として技能講習修了証明書　発行事務局への任意申込みによる有料発行となっている。
技能講習の受講そのものに年齢制限はないものの、満18歳に満たない者に対しては、教習機関から修了証が交付されないのが一般的である。この場合、満18歳を迎えて以降に技能講習を受講した教習機関に申請すれば、その時点で修了証が交付される。

### 作業主任者
労働安全衛生法では、一部の危険・有害業務について、作業者の中から、それらを統括する立場の作業主任者を選任することを義務づけている。この場合、作業者なら特別教育すら不要だが作業主任者には技能講習以上を課すもの（第一種圧力容器、鉛、有機溶剤など）、作業者に特別教育以上を課し作業主任者には技能講習以上を課すもの（ボイラー、酸素欠乏・硫化水素など）、作業者に技能講習以上を課し作業主任者には免許を課すもの（ガス溶接）等々、業務の種別により必要とされる資格のレベルが異なる場合がある。

## 技能講習の一覧
以下の表は法別表第18による。科目の全体を規定した条項を（）で添える。
1. 木材加工用機械作業主任者技能講習（安衛則別表第6）
2. プレス機械作業主任者技能講習（安衛則別表第6）
3. 乾燥設備作業主任者技能講習（安衛則別表第6）
4. コンクリート破砕器作業主任者技能講習（安衛則別表第6）
5. 地山の掘削及び土止め支保工作業主任者技能講習（安衛則別表第6）
6. ずい道等の掘削等作業主任者技能講習（安衛則別表第6）
7. ずい道等の覆工作業主任者技能講習（安衛則別表第6）
8. 型枠支保工の組立て等作業主任者技能講習（安衛則別表第6）
9. 足場の組立て等作業主任者技能講習（安衛則別表第6）
10. 建築物等の鉄骨の組立て等作業主任者技能講習（安衛則別表第6）
11. 鋼橋架設等作業主任者技能講習（安衛則別表第6）
12. コンクリート造の工作物の解体等作業主任者技能講習（安衛則別表第6）
13. コンクリート橋架設等作業主任者技能講習（安衛則別表第6）
14. 採石のための掘削作業主任者技能講習（安衛則別表第6）
15. はい作業主任者技能講習（高さ2メートルを超える積み付け、積み崩し（はいつけ、はい崩し）の作業）（安衛則別表第6）
16. 船内荷役作業主任者技能講習（安衛則別表第6）
17. 木造建築物の組立て等作業主任者技能講習（安衛則別表第6）
18. 化学設備関係第一種圧力容器取扱作業主任者技能講習（ボイラー及び圧力容器安全規則第123条第1項）
19. 普通第一種圧力容器取扱作業主任者技能講習（ボイラー及び圧力容器安全規則第123条第2項）
20. 特定化学物質及び四アルキル鉛等作業主任者技能講習（特定化学物質障害予防規則第51条）
21. 鉛作業主任者技能講習（鉛中毒予防規則第60条）
22. 有機溶剤作業主任者技能講習（有機溶剤中毒予防規則第37条）
23. 石綿作業主任者技能講習（石綿障害予防規則第48条の2）
24. 酸素欠乏危険作業主任者技能講習（酸素欠乏症等防止規則第26条）
25. 酸素欠乏・硫化水素危険作業主任者技能講習（酸素欠乏症等防止規則第27条）
26. 床上操作式クレーン運転技能講習（つり上げ荷重5トン以上のもので、走行横行共に荷と共に移動するもの）（クレーン等安全規則第244条）
27. 小型移動式クレーン運転技能講習（つり上げ荷重1トン以上5トン未満のもの）（クレーン等安全規則第245条）
28. ガス溶接技能講習（安衛則別表第6）
29. フォークリフト運転技能講習（最大荷重1トン以上のもの）（安衛則別表第6）
30. ショベルローダー等運転技能講習（最大荷重1トン以上のもの）（安衛則別表第6）
31. 車両系建設機械（整地・運搬・積込み用及び掘削用）運転技能講習（機体重量3トン以上のもの）（安衛則別表第6）
32. 車両系建設機械（解体用）運転技能講習（機体重量3トン以上のもの）（安衛則別表第6）
33. 車両系建設機械（基礎工事用）運転技能講習（機体重量3トン以上のもの）（安衛則別表第6）
34. 不整地運搬車運転技能講習（最大積載量1トン以上のもの）（安衛則別表第6）
35. 高所作業車運転技能講習（作業床の高さが10メートル以上のもの）（安衛則別表第6）
36. 玉掛け技能講習（つり上げ荷重等1トン以上のクレーン等に係るワイヤーの掛け外しなどの作業））（クレーン等安全規則第246条）
37. ボイラー取扱技能講習（小規模ボイラー）（ボイラー及び圧力容器安全規則第122条）

## 追加された技能講習
- 金属アーク溶接等作業主任者

## 能力向上教育
労働安全衛生法第19条の2第2項の定めに基づく能力向上教育のうち技能講習に関するものは以下のとおり
1. ボイラー取扱作業主任者能力向上教育（定期又は随時）
2. 木材加工用機械作業主任者能力向上教育（定期又は随時）
3. プレス機械作業主任者能力向上教育（定期又は随時）
4. 乾燥設備作業主任者能力向上教育（定期又は随時）
5. 採石のための掘削作業主任者能力向上教育（定期又は随時）
6. 船内荷役作業主任者能力向上教育（定期又は随時）
7. 足場の組立て等作業主任者能力向上教育（定期又は随時）
8. 木造建築物の組立て等作業主任者能力向上教育（定期又は随時）
9. 普通第一種圧力容器取扱作業主任者能力向上教育（定期又は随時）
10. 化学設備関係第一種圧力容器取扱作業主任者能力向上教育（定期又は随時）
11. 特定化学物質作業主任者能力向上教育（定期又は随時）
12. 鉛作業主任者能力向上教育（定期又は随時）
13. 有機溶剤作業主任者能力向上教育（定期又は随時）

## 危険有害業務従事者教育
労働安全衛生法第60条の2第2項の規定に基づく安全衛生教育のうち技能講習に関するものは以下のとおり
2. ボイラー取扱業務従事者安全衛生教育
7. ガス溶接業務従事者安全衛生教育
8. フォークリフト運転業務従事者安全衛生教育
9. 車両系建設機械（整地・運搬・積込み用及び掘削用）運転業務従事者安全衛生教育
9の2.車両系建設機械（基礎工事用）運転業務従事者安全衛生教育
13. 有機溶剤業務従事者安全衛生教育
15. 玉掛業務従事者安全衛生教育

## 廃止された技能講習
- ボイラー据付け工事作業主任者（2006年3月31日まで規定されていたが、2006年4月1日に法令改正が施行され、廃止。）